# Charlot brutar
Charlot brutar (în engleză Dough and Dynamite) este un film american de comedie din 1914 scris și produs de Mack Sennett și regizat de Charlie Chaplin. În alte roluri interpretează actorii  Chester Conklin, Fritz Schade, Norma Nichols, Cecile Arnold, Vivian Edwards și Phyllis Allen.

## Distribuție
- Charles Chaplin - Pierre
- Chester Conklin - Jacques
- Fritz Schade - Monsieur La Vie, Bakery Owner
- Norma Nichols - Mme. La Vie, the Baker's Wife
- Glen Cavender - Head baker
- Cecile Arnold - Waitress
- Vivian Edwards - Customer
- Phyllis Allen  - Customer
- John Francis Dillon  - Customer
- Edgar Kennedy - Striking baker
- Slim Summerville - Striking baker
- Charley Chase (as Charles Parrott) - Customer
- Wallace MacDonald - Customer
- Jess Dandy - Female Cook
- Ted Edwards - Striking Baker (nemenționat)